# Latakias internationella flygplats
Latakias internationella flygplats är en flygplats i Syrien. Den ligger i provinsen Latakia i den västra delen av landet, 210 kilometer norr om huvudstaden Damaskus.
Intill den civila flygplatsen ligger Humaymims militära flygplats, som använts av Ryssland sedan 2015.